# 岡山県道22号倉敷玉野線
岡山県道22号倉敷玉野線（おかやまけんどう22ごう くらしきたまのせん）は、岡山県において倉敷市から玉野市を結ぶ県道（主要地方道）である。

## 概要
倉敷市中心部から南に向かい、岡山市南区を経て、玉野市中心部の宇野港付近で終点となる。

### 路線データ
- 路線番号：1022[1]
- 起点：岡山県倉敷市大島（大島交差点＝国道429号交点・岡山県道162号岡山倉敷線終点）[要出典]
- 終点：岡山県玉野市築港一丁目（宇野港口交差点＝国道30号交点）[要出典]
- 総延長：岡山県管理分 --  m 、岡山市管理分 5839.4 m [1]
- 実延長：全線 21.4 km[注釈 1][2]
- 幅員：岡山県管理分 --  m 、岡山市管理分 7.8 - 39 m [1]

## 歴史
起点の倉敷市から岡山市南区彦崎にかけては、1920年（大正9年）当時、浜茶屋（現在の浜ノ茶屋）より倉敷、天城、藤戸を経て彦崎へ至る天城街道と呼ばれた県道が原形。また、そこから終点にかけては、四国街道と呼ばれた国道30号の前身、および現在の国道30号の旧道に該当する道が原形。

### 年表
- 1954年（昭和29年）1月29日 : 建設省告示第16号により岡山県道倉敷宇野線が主要地方道倉敷玉野線に指定。
- 1962年（昭和37年）5月1日：岡山県が岡山県道倉敷宇野線を改め、岡山県道倉敷玉野線として認定[注釈 4][1]。
- 1973年（昭和48年）：国道30号が従来の妹尾、彦崎経由から現行の藤田経由に移行[4]。
- 1993年（平成5年）5月11日 : 建設省告示第1270号により主要地方道再指定[5]。

## 路線状況
国道2号以南から藤戸地区にかけての一部は、従来の旧天城街道経由から都市計画道路倉敷曽原線経由に変更され、「倉敷・児島短絡道」の一部を構成。また、岡山市南区の灘崎地域では一部、従来の旧四国街道経由から児島湾干拓地経由に変更され、国道30号と重複しつつ、宇野港に至る。

### 重複区間
- 岡山県道275号藤戸連島線（倉敷市粒江・粒江小東交差点 - 倉敷市藤戸町藤戸・藤戸大橋交差点）
- 岡山県道165号藤戸早島線（倉敷市藤戸町藤戸・藤戸大橋交差点 - 倉敷市藤戸町藤戸・藤戸交差点）
- 岡山県道21号岡山児島線（岡山市南区植松 - 岡山市南区植松・新稔橋交差点）
- 国道30号（岡山市南区西高崎・七区入口交差点 - 玉野市田井二丁目・田井交差点）
- 岡山県道74号倉敷飽浦線（岡山市南区西高崎・七区入口交差点 - 玉野市田井四丁目・田井駅口交差点）

### 道路施設
- 道の駅みやま公園（国道30号、玉野市田井二丁目）

## 地理

### 通過する自治体
- 岡山県
  - 倉敷市 - 岡山市（南区） - 玉野市

### 交差する道路

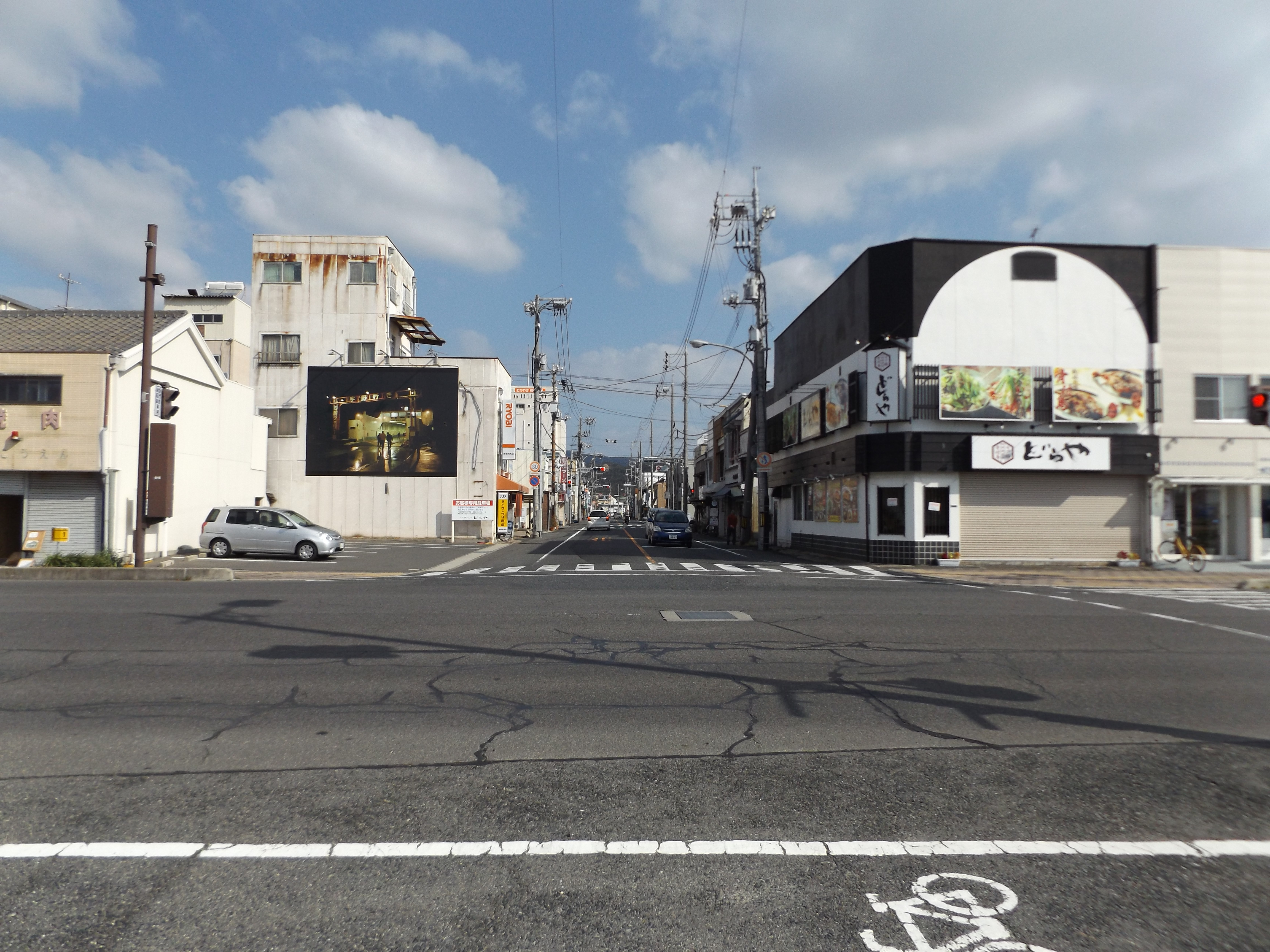
終点・宇野港口交差点（玉野市）

| 交差する道路                                                              | 市町村名 | 市町村名 | 交差する場所         | 交差する場所                   |
| ------------------------------------------------------------------------- | -------- | -------- | -------------------- | ------------------------------ |
| 国道429号 岡山県道162号岡山倉敷線                                         | 倉敷市   | 倉敷市   | 大島（おおじま）     | 大島交差点 / 起点              |
| 岡山県道74号倉敷飽浦線                                                    | 倉敷市   | 倉敷市   | 東町                 | 羽島交差点                     |
| 倉敷市道3012号酒津大島老松線                                              | 倉敷市   | 倉敷市   | 船倉町               | [ 注釈 5 ]                     |
| 倉敷市道1029号羽島四十瀬線                                                | 倉敷市   | 倉敷市   | 船倉町               | 船倉町交差点                   |
| 国道2号 / 岡山バイパス                                                    | 倉敷市   | 倉敷市   | 新田                 |                                |
| 倉敷市道3079号新田天城線                                                  | 倉敷市   | 倉敷市   | 新田                 | 名田（なだ）交差点             |
| 岡山県道273号加須山中帯江線                                               | 倉敷市   | 倉敷市   | 八軒屋               | 八軒屋北交差点                 |
| 岡山県道275号藤戸連島線 重複区間起点 倉敷市道1010号船倉曽原線             | 倉敷市   | 倉敷市   | 粒江                 | 粒江小東交差点                 |
| 岡山県道165号藤戸早島線 重複区間起点 岡山県道275号藤戸連島線 重複区間終点 | 倉敷市   | 倉敷市   | 藤戸町藤戸           | 藤戸大橋交差点                 |
| 岡山県道165号藤戸早島線 重複区間終点                                      | 倉敷市   | 倉敷市   | 藤戸町藤戸           | 藤戸交差点                     |
| 倉敷市道3008号茶屋児島自転車道1号線                                       | 倉敷市   | 倉敷市   | 藤戸町藤戸           |                                |
| 岡山県道21号岡山児島線 重複区間起点                                       | 岡山市   | 南区     | 植松                 |                                |
| 岡山県道21号岡山児島線 重複区間終点                                       | 岡山市   | 南区     | 植松                 | 新稔橋交差点                   |
| 岡山市道310000033号内尾西畦線                                             | 岡山市   | 南区     | 植松                 | 新稔橋交差点                   |
| 国道30号 重複区間起点 岡山県道74号倉敷飽浦線 重複区間起点                 | 岡山市   | 南区     | 西高崎               | 七区入口交差点                 |
| 岡山県道427号槌ヶ原日比線                                                 | 玉野市   | 玉野市   | 槌ヶ原（つちがはら） | 秀天橋（しゅうてんばし）交差点 |
| 岡山県道405号山田槌ヶ原線                                                 | 玉野市   | 玉野市   | 槌ヶ原               | 横田口交差点                   |
| 国道30号 重複区間終点                                                     | 玉野市   | 玉野市   | 田井2丁目            | 田井交差点                     |
| 岡山県道45号岡山玉野線                                                    | 玉野市   | 玉野市   | 田井4丁目            | 尾坂峠南口交差点               |
| 岡山県道74号倉敷飽浦線 重複区間終点                                       | 玉野市   | 玉野市   | 田井4丁目            | 田井駅口交差点                 |
| 岡山県道466号田井新港線                                                   | 玉野市   | 玉野市   | 築港2丁目            | 跨線橋西交差点                 |
| 国道30号 国道430号 重複                                                   | 玉野市   | 玉野市   | 築港1丁目            | 宇野港口交差点 / 終点          |

### 沿線
- 岡山県警察倉敷警察署（倉敷市大島）
- 倉敷中央病院（倉敷市美和一丁目）
- 岡山県備中県民局（倉敷市羽島）
- 倉敷市民会館（倉敷市本町）
- 倉敷アイビースクエア（倉敷市本町）
- 二級河川倉敷川水系 倉敷川
- 藤戸古戦場
- 藤戸寺（倉敷市藤戸町藤戸）
- JR植松駅（岡山市南区植松）
- 彦崎郵便局（岡山市南区彦崎）
- 岡山市サウスビレッジ（岡山市南区片岡）
- 灘崎町総合公園（岡山市南区片岡）
- 岡山市南消防署灘崎出張所（岡山市南区宗津）
- 玉野田井郵便局（玉野市田井三丁目）
- 大西病院（玉野市田井三丁目）
- 玉野市立田井小学校（玉野市田井三丁目）
- おかやま信用金庫玉野営業部（玉野市築港一丁目）
- 宇野港（玉野市築港一丁目）